# Asmeron Habte
Asmeron „Sammy“ Habte (* 14. Oktober 1983 in Asmara) ist ein ehemaliger deutscher Fußballspieler.

## Leben

### Privates
Asmeron Habte wurde in der damaligen äthiopischen Provinz Eritrea geboren und verließ im Alter von drei Jahren mit seinen Eltern das Land. Sein Vater wurde nach eigenen Angaben politisch verfolgt. Über die Wüste Sahara und Libyen gelangte die Familie nach Deutschland.
Habte ist gelernter Maler und Lackierer.

### Vereinskarriere
Der 1,89 m große Verteidiger absolvierte in der Saison 2002/03 ein Spiel für Eintracht Trier in der 2. Bundesliga. Ab 2004 spielte er für den luxemburgischen Fußballverein Victoria Rosport. In der Saison 2007/08 stand Habte mit Victoria Rosport im Finale des Coupe de Luxembourg, welches er mit 1:4 gegen den CS Grevenmacher verlor. Zu diesem Verein wechselte er dann 2009  und spielte dort zwei Jahre lang.
Von 2011 bis 2016 war Habte bei der DJK St. Matthias Trier aktiv und wirkte unter anderem am Bezirksligaaufstieg 2014 mit. In Trier-Feyen war Habte auch zeitweise Platzwart für die Bezirkssportanlage.
In der Saison 2019/20 lief er dann einige Male in der Kreisliga B Trier/Saar für die FSG Ehrang/Palzel II auf und beendete dann seine aktive Karriere.

### Nationalmannschaft
Im Juli 2003 erhielt Habte eine Einladung der Nationalmannschaft Eritreas und nahm in den folgenden zwei Jahren an den Lehrgängen dieser teil und absolvierte Testspiele gegen Liga-Teams. Da er jedoch von Trier selten Urlaub zugesprochen bekam, beendete er seine Nationalmannschaftskarriere nach gut zwei Jahren ohne offiziellen Einsatz.